# Stefan Gerlach
Pour les articles homonymes, voir Gerlach.
Stefan Gerlach, né à Knittlingen le 26 décembre 1546, mort à Tübingen le 30 janvier 1612, est un théologien et prédicateur luthérien allemand.
De 1573 à 1578, il fut conseiller diplomatique et religieux de l'ambassadeur du Saint-Empire romain germanique à la Sublime Porte de Constantinople, David Ungnad von Sonnegg.
Son journal est l'un des témoignages les plus précieux de l'époque des années 1570 à Constantinople et de l'histoire de l'Empire ottoman en général.